# Blues Magoos
Blues Magoos je rocková skupina z Bronxu v New Yorku. Byla jednou z hlavních představitelů psychedelického rocku. Založená byla v roce 1964 a zanikla v roce 1972. Skupina byla v roce 2008 obnovena.

## Diskografie
- Psychedelic Lollipop (1966)
- Electric Comic Book (1967)
- Basic Blues Magoos (1968)
- Never Goin' Back to Georgia (1969)
- Gulf Coast Bound (1970)